# Capilla del Cristo de la Buena Muerte (Popayán)
La Capilla de la Orden de Clérigos Regulares Ministros de los Enfermos del Santo Cristo de la Buena Muerte o simplemente denominada como el Templo de San Camilo o Antigua Capilla de los Camilianos de la Buena Muerte, fue un templo de culto católico de tipo capilla que se situaba al extremo suroccidente del centro histórico de la ciudad de Popayán, capital del departamento del Cauca en Colombia.
Fue una de las edificaciones religiosas más tradicionales y pequeñas en dimensiones en todo el centro de Popayán, su sencillez y singularidad de entre las demás imponentes iglesias que hoy perduran fue bien conocida por la ciudadanía de ese entonces. Sin embargo, eso no la salvaguardó de su destrucción en la mitad del siglo XX.

## Historia
La congregación religiosa de la Orden de los Camilianos llegaron a mediados del siglo XVIII, convocada por el obispo de Popayán y el presbítero don José Beltrán de Caicedo en respuesta al devastador terremoto de 1736, que casi arrasó la ciudad y causó una considerable pérdida de vidas.  
Fue Beltrán de Caicedo quien donó 20.000 pesos reales para sufragar la travesía de la orden desde España hasta Popayán. A su llegada, los Camilianos recibieron en donación un extenso terreno situado al suroeste del centro urbano, en una área conocida como "El Achiral". Allí, construyeron una modesta capilla y una residencia adyacente para vivir, conjunto el cual fue dedicado con una misa solemne el 14 de julio de 1766. Además, se les confió la gestión del recién finalizado Hospital del Humilladero, donde atendieron a cientos de heridos y damnificados por el desastre. 
Los Camilianos permanecieron en esta ubicación hasta el comienzo de las guerras de independencia de la Nueva Granada. Debido a su fidelidad a la corona española y al bando realista, se vieron obligados a abandonar el complejo monástico y, hacia la década de 1820, fueron definitivamente exiliados. Posteriormente, en 1827, por decreto del presidente Simón Bolívar, el Libertador, el convento fue entregado a la recién creada Universidad del Tercer Distrito, más tarde conocida como Universidad del Cauca. La propiedad de la capilla quedó bajo el amparo de la Diócesis de Popayán.
Por otro lado, la capilla, originalmente dedicada al culto del "Santo Cristo de la Buena Muerte", estaba situada unos metros más arriba del lugar actual, rodeada de jardines que se extendían hasta la intersección de las calles San Camilo y del Achiral (hoy Carrera 9 con Calle 8). Esta capilla continuó ofreciendo servicios religiosos a la comunidad local durante todo el siglo XIX y principios del XX, a pesar de la desamortización de bienes eclesiásticos y el cambio de propiedad a la Universidad del Cauca. Su historia refleja un legado de fe y resiliencia, sirviendo como un importante centro espiritual y social para los habitantes de la región a lo largo de los años.

En la década de 1920, la Arquidiócesis de Popayán cedió la propiedad del templo y el convento a la Orden de los Hermanos Maristas, y pronto se dieron cuenta de que el claustro existente y su pequeña capilla colonial eran inadecuados para sus necesidades. Con el objetivo de construir una iglesia más grandiosa y acorde con la estatura de su congregación, los Hermanos Maristas optaron por derribar parte del ala oriental del convento, adyacente a la antigua ermita. Así, en 1928, comenzaron la construcción de un nuevo templo, un proyecto liderado por el sacerdote marista francés Théodore Joseph.

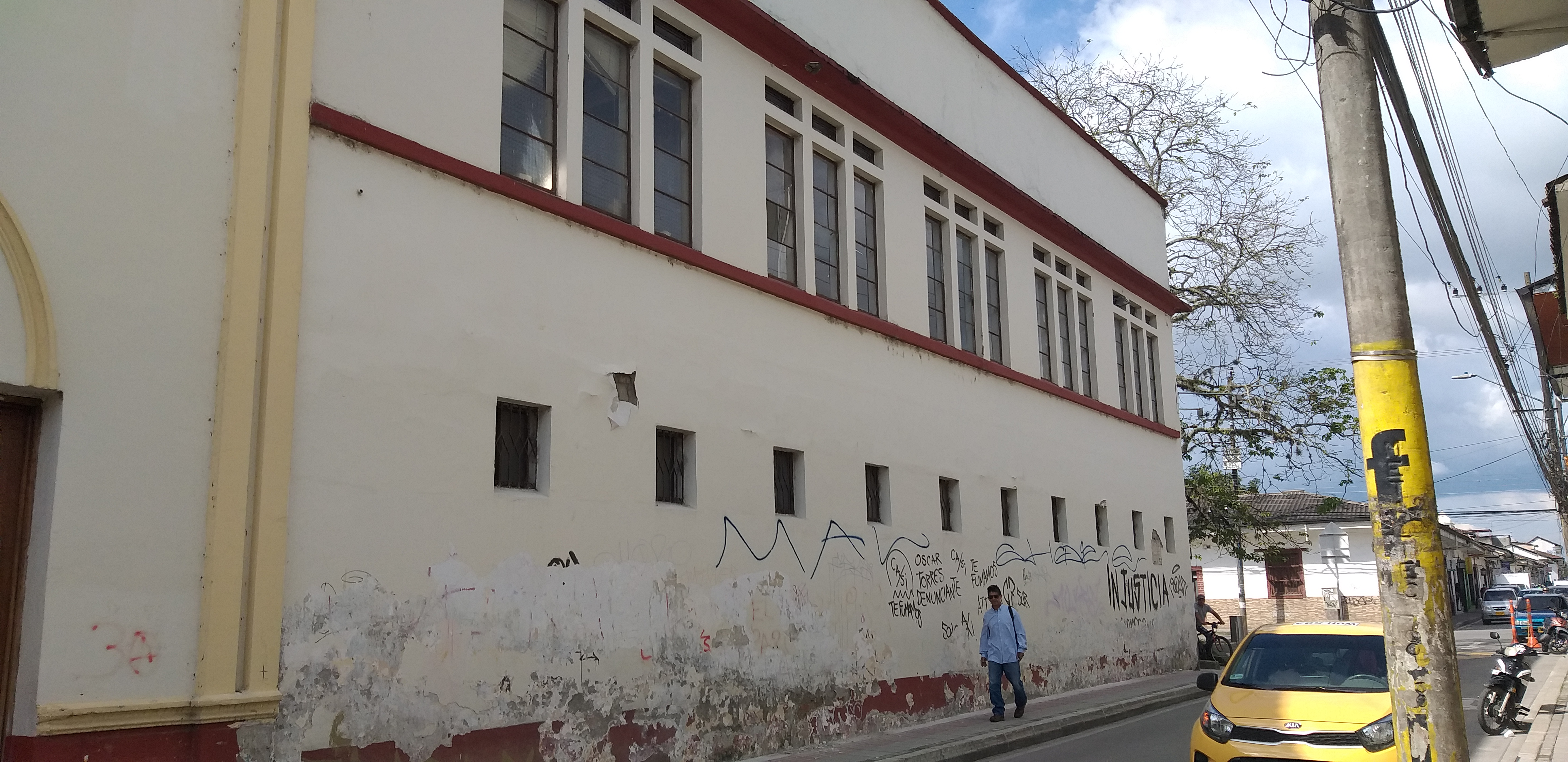
Actual sitio donde estuvo erigida la antigua capilla de la Buena Muerte

El diseño del nuevo templo fue inspirado por la arquitectura neogótica, un estilo arquitectónico que era inusual y novedoso en la ciudad, la cual tradicionalmente había seguido el estilo "Popayán", una fusión entre el barroco neogranadino y el neoclásico. El Padre Joseph buscó además inspiración en la Casa General de los Hermanos Maristas en Saint-Genis-Laval, Francia, utilizando este referente para orientar la construcción del nuevo edificio.
Este proyecto representó una innovación significativa en el paisaje arquitectónico de la ciudad, introduciendo un estilo que contrastaba y a la vez enriquecía la herencia estilística local. La nueva iglesia de los Hermanos Maristas hoy en día se conoce como la Iglesia Neogótica de las Mercedes.
Después de la dedicación de la iglesia de las mercedes en 1930, se dio el proyecto de derrocar y ampliar el viejo convento Camiliano por lo que en el año 1950 la capilla fue lamentablemente demolida.Justamente 9 años antes de que todo el centro histórico fuera declarado como Monumento Nacional de Colombia según la Ley 163 30-xii-1959.

## Características
El templo tenía una estructura simple de una sola nave central, con una capilla lateral adosada a su presbiterio en su lado norte, una distribución similar a la de la Ermita de Jesús Nazareno. Su techumbre se basaba en un tejado a dos aguas, contaba con tres accesos, la puerta principal en su fachada este y una lateral en su nave central (la cual tiempo después sería tapiada y se convertiría en ventana) y la otra en la capilla norte.  
Su atractivo más destacable era su fachada, se constituía con una portada encerrando los portones del acceso central, por encima de este se alzaba una ventana en forma de arco de medio punto coronado con un pequeño frontón con una cruz y flanqueado por molduras barrocas. 
Entre las obras de arte que llegó a tener esta humilde y sencilla capilla se encuentran: 
- Su santo patrono: El Santo Cristo de la Buena Muerte. (Imagen Francesa. Siglo XVII)
- El Amo Jesús de San Camilo. (Salía en la Antigua Procesión del Lunes Santo en el paso de La oración en el Huerto) (Actualmente no se sabe su paradero)

## Semana Santa
A pesar de que esta capilla fue muy antigua y tradicional nunca tuvo un papel protagónico o secundario registrado en la mayor celebración de la ciudad de Popayán y por la que es conocida a nivel mundial, las procesiones de Semana Santa, declaradas como patrimonio cultural de la nación mediante la Ley 891 de 2004,posteriormente fueron inscritas en la Lista representativa del Patrimonio Cultural Inmaterial de la Humanidad por la Unesco el 30 de septiembre de 2009.
Sin embargo, la imagen de su advocación y santo patrono principal que presidio durante toda la historia de la capilla y que después de su derrumbe fue trasladado a la Iglesia del Espíritu Santo, actualmente desfila como el paso de El Santo Cristo de la Buena Muerte durante la Procesión del Amo Jesús en el Miércoles Santo con sede en la Ermita de Jesús Nazareno, posicionándose entre los pasos de El Cristo en Agonía por enfrente y La Dolorosa por detrás.